# Le llamaban J.R.
Le llamaban J.R. es una película cómica, dirigida por Francisco Lara Palop y estrenada el 29 de noviembre de 1982. Se trata de una parodia de la serie de televisión Dallas, en aquel momento enormemente popular en España. El filme tuvo una continuación titulada J.R. contraataca.

## Argumento
J.R. (Pepe Da Rosa) es el hijo mayor de los guardeses de una gran latifundio Eli (Mary Santpere) y Jorge (Antonio Garisa). El terrateniente fallece, dejando como herederos a la pareja de sirvientes. El resto de la familia, incluyendo a la esposa de J.R., Elena (María Salerno), y a su sobrina Lucy (Ana Gracia), iniciarán una lucha por su parte del botín.

## Reparto
| Intérprete             | Personaje                 |
| ---------------------- | ------------------------- |
| Pepe Da Rosa           | J.R.                      |
| Mary Santpere          | Eli                       |
| Antonio Garisa         | Jorge                     |
| María Salerno          | Elena                     |
| Alfonso del Real       | Javier Carnes             |
| Guillermo Montesinos   | Tobi                      |
| Mónica Cano            | Canela                    |
| Ana Gracia             | Luci                      |
| Pilar Alcón            | Cristina                  |
| Ángel Quesada          | Ray                       |
| Luis Barbero           | Marqués de Puerto Espiche |
| Miguel Rellán          | Anacleto Carnes           |
| José Riesgo            | Director                  |
| Adrián Ortega          | Notario                   |
| José A. Rodríguez Pipo | Cura                      |

- Datos: Q11149974